# Christoph Seibert
Christoph Seibert (* 1971) ist ein deutscher evangelischer Theologe, Religionsphilosoph und Hochschullehrer.

## Werdegang
Er studierte als Stipendiat des evangelischen Studienwerks Villigst evangelische Theologie (Philosophie) in Heidelberg und Tübingen, wo er 2003 promoviert und 2009 habilitiert wurde. Von 2002 bis 2009 war er wissenschaftlicher Assistent am Institut für Ethik der Eberhard Karls Universität Tübingen, ab 2006 war er stellvertretender Institutsleiter. Mit dem Dr. Leopold-Lucas Nachwuchswissenschaftlerpreis wurde er 2004 ausgezeichnet. Im Wintersemester 2009/2010 vertrat er einen Lehrstuhl an der Universität Tübingen. Von 2010 bis 2012 war er Vikar der Pfälzischen Landeskirche und legte das zweite kirchliche Examen bei der Landeskirche in Württemberg ab. Seit April 2012 lehrt er als Professor an der Universität Hamburg. In der Nordkirche wurde er 2013 ordiniert. Seit Februar 2014 ist er stellvertretendes Mitglied der Ethikkommission für PID Nord.
Seine Forschungsschwerpunkte sind Grundlagenfragen der Individual- und Sozialethik, Forschung zur politischen Ethik, Forschung zur Philosophie und Religionstheorie des Pragmatismus, Studien zur Anthropologie und Studien zur Theologie und Philosophie der Neuzeit.

## Schriften (Auswahl)
- Politische Ethik und Menschenbild. Eine Auseinandersetzung mit den Theorieentwürfen von John Rawls und Michael Walzer (= Forum Systematik. Band 30). Kohlhammer, Stuttgart 2004, ISBN 3-17-018366-4 (zugleich Dissertation, Tübingen 2003).
- Religion im Denken von William James. Eine Interpretation seiner Philosophie (= Religion in philosophy and theology. Band 40). Mohr Siebeck, Tübingen 2009, ISBN 978-3-16-150022-0 (zugleich Habilitationsschrift, Frankfurt am Main 2009).
- als Herausgeber mit Christian Löw: Verantwortete Zukunft. Christliche Perspektiven für politische Ethik und politisches Handeln. Neukirchener Theologie, Neukirchen-Vluyn 2010, ISBN 978-3-7887-2465-8.
- als Herausgeber mit Elisabeth Gräb-Schmidt, Matthias Heesch, Friedrich Lohmann und Dorothee Schlenke: Leibhaftes Personsein. Rheologische und interdisziplinäre Perspektiven. Festschrift für Eilert Herms zum 75. Geburtstag  (=  	Marburger theologische Studien. Band 123). Evangelische Verlagsanstalt, Leipzig 2015, ISBN 3-374-04306-2.